# Ère Jōkyō
L'ère Jōkyō (en japonais: 貞享) est une des ères du Japon (年号, nengō, littéralement « le nom de l'année ») suivant l'ère Tenna et précédant l'ère Genroku. Elle s'étend du mois de février 1684 au mois de septembre 1688. Les empereurs régnant sont Reigen-tennō (霊元天皇) et Higashiyama-tennō (東山天皇).

## Changement de l'ère
- 1684 Jōkyō gannen (貞享元年?) : La nouvelle ère de Jōkyō (qui signifie « Prendre justice ») est créée pour marquer le début d'un nouveau cycle du zodiaque chinois. L'ère précédente prend fin et la nouvelle commence en Tenna 4, le 21e jour du 2e mois.

Par la suite, le pouvoir de créer un calendrier passe au shogunat et l'autorité du calendrier impérial diminue après 1684. Cette année-là, le bureau de l'astrologie des Tokugawa (le bakufu) créé un calendrier japonais indépendant des almanachs chinois.

## Événements de l'ère Jōkyō
- 1684 (Jōkyō 1) : Un incendie réduit le palais impérial en cendres et la reconstruction prend un an[5].
- 1684 (Jōkyō 1) : Après avoir rencontré le succès dans le théâtre kabuki d'Osaka, Chikamatsu Monzaemon commence à écrire des pièces pour le public de kabuki à Heian-kyō. Son succès s'explique en partie par la façon dont son travail reflète parfois les événements actuels et les personnages urbains contemporains[6]
- 26 mars 1685 (Jōkyō 2, 22e jour du 2e mois) : L'ancien empereur Go-Sai meurt et une grande comète apparaît dans le ciel nocturne[2].
- 13 avril 1686 (Jōkyō 3, 21e jour du 3e mois) : L'empereur Reigen abdique en faveur de son fils qui devient l'empereur Higashiyama[2]. Après l'abdication, la nouvelle demeure de Reigen est appelée le Sentō-gosho (le palais pour empereur retiré)[5]. La rébellion de Jōkyō survient en octobre.
- 20 décembre 1687 (Jōkyō 4, 16e jour du 11e mois) : L'ésotérique cérémonie Daijō-sai, avoir été en suspens depuis l'époque de l'empereur Go-Kashiwabara - neuf règnes - est relancée en raison de l’insistance du bakufu[7]. Ce rituel shinto est effectué une seule fois par empereur lors de la période des cérémonies d'intronisation[8].